# Monaco aux Jeux olympiques d'été de 1924
Monaco participe pour la deuxième fois aux Jeux olympiques d'été. Monaco remporte la seule médaille de son histoire lors de ses jeux, dans la compétition d'architecture. 

## Liste des engagés monégasques

### Athlétisme
| Athlète        | Discipline       | Séries   | Séries     | Quarts de finale | Quarts de finale | Semi-finales | Semi-finales | Finale          | Finale       |
| Athlète        | Discipline       | Résultat | Classement | Résultat         | Classement       | Résultat     | Classement   | Résultat        | Classement   |
| -------------- | ---------------- | -------- | ---------- | ---------------- | ---------------- | ------------ | ------------ | --------------- | ------------ |
| Gaston Médecin | Saut en longueur | N/A      | N/A        | N/A              | N/A              | 6,51 m       | 8            | Non qualifié    | Non qualifié |
| Gaston Médecin | Pentathlon       | N/A      | N/A        | N/A              | N/A              | N/A          | N/A          | Elim-3          | Elim-3       |
| Gaston Médecin | Décathlon        | N/A      | N/A        | N/A              | N/A              | N/A          | N/A          | 5347.540 points | 20           |

### Voile
| Navigateur   | Discipline         | Qualification | Qualification | Qualification | Qualification | Finale       | Finale       | Finale       | Finale       |
| Navigateur   | Discipline         | Course 1      | Course 2      | Course 3      | Total         | Course 1     | Course 2     | Total        | Classement   |
| ------------ | ------------------ | ------------- | ------------- | ------------- | ------------- | ------------ | ------------ | ------------ | ------------ |
| Émile Barral | Monotype Olympique | 6             | 8 (Abandon)   | N/A           | N/A           | Non qualifié | Non qualifié | Non qualifié | Non qualifié |

### Tir
| Tireur           | Discipline                       | Finale | Finale     |
| Tireur           | Discipline                       | Score  | Classement |
| ---------------- | -------------------------------- | ------ | ---------- |
| Roger Abel       | Carabine à 50 m position couchée | 375    | 45         |
| Victor Bonafède  | Carabine à 50 m position couchée | 383    | 31         |
| Joseph Chiaubaut | Carabine à 50 m position couchée | 361    | 59         |
| Herman Schultz   | Carabine à 50 m position couchée | 381    | 36         |